# Ємець Михайло Олексійович
Ємець Михайло Олексійович (нар. 7 листопада 1910 р., с. Бірки, Гадяцький район — 31 жовтня 1984 р.) — старший лейтенант, один з десяти в'язнів-військовополонених, які 8 лютого 1945 року на ворожому літаку втекли із надсекретного німецького ракетного центру «Пенемюнде», що на острові Узедом у Балтійському морі. Наприкінці війни німецькі військовики тут розробляли й випробовували свої крилаті та балістичні ракети — «Фау-1» і «Фау-2».

## Біографія
З 6 років залишився сиротою і виховувався у дитячому будинку. Закінчив Гадяцьке педагогічне училище і до початку війни працював учителем та інструктором райкому партії Синівського району Сумської області.
Під час радянсько-німецької війни був у загоні Сидора Артемовича Ковпака. В 1943 році був захоплений у полон і відправлений у Німеччину на таємний острів Узедом у концтабір, де Вермахт випробовував ракетну зброю «Фау-1» і «Фау-2». На цьому острові був розташований аеродром німецьких літаків.
Одного ранку Михайло Ємець та дев'ять його товаришів роззброїли конвоїра і захопили німецький літак «Хенкель 111». Коли піднялися у небо, по них відкрили вогонь, але їм вдалося втекти.

## Доля 10-х військовополонених, які втекли з німецького полону
Сімох рядових направили у штрафний батальйон, з якого живим повернувся один.
Трьох офіцерів перевіряли і під час війни, і після неї.
У 1957 році за особистим клопотанням творця ракетно-космічної техніки Сергія Корольова льотчику літака-втікача Михайлу Дев'ятаєву присвоїли звання Героя Радянського Союзу. Тоді ж Михайла Ємця нагородили орденом Вітчизняної війни.

## Вшанування пам'яті
Про цю втечу написана книга «Втеча з острова Узедом», знято документальний фільм. 7 травня 2010 року у Полтаві відбулося відкриття пам'ятника «Втеча з пекла», присвяченого 65-річчю Перемоги над нацизмом і легендарній втечі радянських військовополонених на бомбардувальнику «Хенкель 111» з табору смерті. Також відкрито пам'ятник в місті Гадяч.